# Cochiscuatitla
Cochiscuatitla es una localidad de México perteneciente al municipio de Atlapexco en el estado de Hidalgo.

## Geografía
A la localidad le corresponden las coordenadas geográficas 21° 59’ 41.525” de latitud norte y 98° 23’ 41.167” de longitud oeste, con una altitud de 341 m s. n. m. Se encuentra a una distancia aproximada de 5.78 kilómetros al suroeste de la cabecera municipal, Atlapexco.
En cuanto a fisiografía, se encuentra dentro de la provincia de la Sierra Madre Oriental dentro de la subprovincia de Carso Huasteco; su terreno es de Sierra y lomerío. En lo que respecta a la hidrografía se encuentra posicionado en la región Panuco, dentro de la cuenca del río Moctezuma, en la subcuenca del río Los Hules. Cuenta con un clima semicálido húmedo con lluvias todo el año.

## Demografía
En 2020 registró una población de 531 personas, lo que corresponde al 2.68 % de la población municipal. De los cuales 249 son hombres y 282 son mujeres. Tiene 158 viviendas particulares habitadas.
| Gráfica de evolución demográfica de Cochiscuatitla entre 1900 y 2020 |
|                                                                      |
|                                                                      |

## Economía
La localidad tiene un grado de marginación alto y un grado de rezago social medio.